# میتسوبیشی کی-۶۷
میتسوبیشی کی-۶۷ (به انگلیسی: Mitsubishi Ki-67) یک هواپیمای ساختِ کارخانهٔ میتسوبیشی در کشور ژاپن است. نخستین استفاده‌کنندهٔ این هواپیما ارتش امپراتوری ژاپن بوده‌است. این هواپیما برای نخستین بار در ۲۷ دسامبر ۱۹۴۲ میلادی مورد استفاده قرار گرفت.